# Олег Кононенко
Олег Дмитријевич Кононенко (рус. Олег Дмитриевич Кононенко; Туркменабат, 21. јуна 1964) је руски космонаут. Боравио је на Међународној свемирској станици пет пута као члан дуготрајних експедиција. Први дуготрајни боравак одрадио је током 2008. године.
До сада је акумулирао више од 1.000 дана у свемиру, по чему је 1. у историји свемирских летова. Рекорд је пре њега држао космонаут Генадиј Падалка са 878 дана у орбити. Тај рекорд Кононенко је оборио 2. фебруара 2024. у 07.30.08 УТЦ.